# Mios
Mios là một xã trong tỉnh Gironde, thuộc vùng Nouvelle-Aquitaine của nước Pháp, có dân số là 4620 người (thời điểm 1999). Trong khi Mios trong năm 1962 còn có trên 2.437 dân cư thì năm 1999 đã có 4.620 người dân. Mios nằm trong khu rừng Landes de Gascogne.